# Ictus (musica)
L'ictus in musica significa letteralmente colpo e si riferisce all'accento forte della battuta iniziale di un brano.
L'ictus è uno degli aspetti caratteristici di una frase musicale che può differire da altre proprio grazie all'attacco ritmico; questo fa acquistare alla frase carattere e slancio particolari.

## Tipologie
Ci sono tre tipi di ictus:
1. tetico
2. anacrusico
3. acefalo

### Ritmo tetico
L'aggettivo "tetico" deriva dal greco "accento forte" (battere); un ritmo, pertanto, si definisce tetico quando il suo inizio coincide col battere.

### Ritmo anacrusico
La parola anacrusi deriva dal greco anacrousis:  in poesia sono le sillabe che precedono la serie ritmica del verso; in musica vi è anacrusi quando il ritmo inizia in levare rispetto alla battuta.

### Ritmo acefalo
Il termine acefalo deriva dal greco akefalos, cioè "senza testa"; in musica è un ritmo che inizia con una pausa che cade nel tempo forte della battuta (questo ritmo viene detto anche tetico decapitato).

## Ritmi finali
Si distinguono tre tipi di finali ritmici che chiudono un periodo o un intero brano musicale:

### Ritmo tronco
Il ritmo tronco vi è quando il periodo (o il brano) finisce in modo secco e deciso nel tempo forte della battuta.
Se il brano musicale termina sul tempo forte e l'accordo finale (o una sua parte) si prolunga su quello debole, si ha il ritmo tronco di seconda specie.

### Ritmo piano
Il ritmo piano vi è quando il periodo (o il brano) termina dopo il primo tempo della battuta, con un prolungamento del finale.

### Ritmo tronco di seconda specie
Questo ritmo si ha nel momento in cui vi è una successione ribattuta di una o più note dell'accordo conclusivo.